# David Albós
Albós Cavaliere est un nom catalan. Le premier nom de famille, paternel, est Albós ; le second, maternel, souvent omis, est Cavaliere ; les deux sont fréquemment liés par la conjonction « i ».
David Albós Cavaliere, né le 3 juillet 1984 à Escaldes-Engordany, est un coureur cycliste andorran. Il est multiple champion d'Andorre du contre-la-montre.

## Palmarès
- 2008
  -  Champion d'Andorre du contre-le-montre
- 2009
  -  Champion d'Andorre du contre-le-montre
  - Chrono Ordino - Sorteny
- 2010
  -  Champion d'Andorre du contre-le-montre
  - Chrono Ordino - Sorteny
- 2011
  -  Champion d'Andorre du contre-le-montre
- 2012
  -  Champion d'Andorre du contre-le-montre
  - Chrono Ordino - Coll d'Ordino
- 2013
  - Sant Julia de Loria - Fontaneda
  - 2e du championnat d'Andorre du contre-le-montre
  - 2e du Chrono Ordino - Coll d'Ordino
  - 3e du Chrono Ordino - Sorteny
  - 3e du Chrono Llorts- La Coma d'Arcalis
  - 3e de Sant Julia - Naturlandia
- 2014
  -  Champion d'Andorre du contre-le-montre
- 2015
  - 2e du championnat d'Andorre du contre-la-montre
- 2017
  -  Médaillé d'argent de la course par équipes aux Jeux des petits États d'Europe